# Devin, Devin - Nabrežina
Devín (italijansko Duino, nemško Thübein ali Tybein, furlansko Duìn) je eno od dveh glavnih naselij italijanske Občine Devin - Nabrežina v Tržaški pokrajini, v okviru Furlanije - Julijske krajine. Naselje Devin leži ob severnem delu Tržaškega zaliva.
Občina Devin - Nabrežina obsega 45 km² in ima 8.774 prebivalcev (dne 31. 1. 2006). Približno 40 % prebivalcev občine je Slovencev.
V obdobju Avstro-Ogrske je imel Devin tudi nemško poimenovanje Tybein oziroma Thübein, danes pa v naselju ni večjega deleža nemško govorečega prebivalstva.
Devin je znan po svojih dveh gradovih. Stari grad je v ruševinah, novi Grad Devin pa je kljub uničenju v drugi svetovni vojni danes v odličnem stanju in v lasti plemiške družine Thurn und Taxis. Grad je odprt za turistične obiske. Grad je bil nekaj časa tudi sedež vlade Svobodnega tržaškega ozemlja. Od leta 1982 je blizu gradu tudi Jadranski kolegij združenega sveta (United World College of the Adriatic) - srednja šola, ki pripravlja učence na mednarodno maturo.
Devin z bližnjim Sesljanom povezuje Rilkejeva pešpot, s katere se sprehajalcem odpira čudovit razgled na severni del Jadranskega morja, pod njo pa je Naravni rezervat Devinske stene. Pot se imenuje po pesniku Rilkeju, ki je tukaj napisal svoje Devinske elegije.
Leta 1906 je bil v Devinu na počitnicah fizik Ludwig Edward Boltzmann, ki je v napadu depresije tukaj naredil samomor.